# Annobonbrilvogel
De annobonbrilvogel (Zosterops griseovirescens) is een zangvogel uit de familie Zosteropidae (brilvogels). De vogel werd in 1893 door de Portugese geleerde en politicus José Vicente Barbosa du Bocage beschreven.

## Verspreiding en leefgebied
Deze soort is endemisch op het Afrikaanse eiland Annobón, dat tot Equatoriaal-Guinea behoort. Vanwege het zeer kleine verspreidingsgebied (Annobón meet slechts 17 km²) wordt de soort als Kwetsbaar ingeschaald, ondanks dat de soort op het eiland zeer algemeen is. Naar schatting leven er 1000 tot 2500 individuen oftewel 600 tot 1700 volwassen exemplaren.

## Leefwijze
De Annobonbrilvogel komt op Annobón overal voor waar bomen of struiken groeien, dus oerwoud, secundair bos, plantages, en zelfs bewoonde gebieden. Hij eet met name ongewervelde diertjes.